# Ołeksandr Kafadży
Ołeksandr Mychajłowycz Kafadży, ukr. Олександр Михайлович Кафаджи, ros. Александр Михайлович Кафаджи, Aleksandr Michajłowicz Kafadżi, gr. Αλέξανδρος Καφαζης (ur. 10 lutego 1945 w Odessie, zm. 7 sierpnia 2001) – ukraiński piłkarz pochodzenia greckiego, grający na pozycji napastnika, a wcześniej pomocnika, sędzia piłkarski kategorii krajowej i inspektor FFU.

## Kariera piłkarska
Wychowanek klubu Łokomotyw Odessa. W 1964 roku rozpoczął karierę piłkarską w drużynie Czornomorca Odessa. W 1967 przeszedł do Metalista Charków. W 1971 na rok powrócił do Czornomorca. Potem występował w klubach Dynamo Chmielnicki i Krywbas Krzywy Róg. W 1974 zakończył karierę piłkarską w drużynie Bukowyna Czerniowce.
Po zakończeniu kariery piłkarskiej grał w amatorskich zespołach Odessy. Pracował jako sędzia piłkarski kategorii krajowej i inspektor Ukraińskiego Związku Piłki Nożnej. Również pracował w Federacji Piłki Nożnej w Odessie.

## Sukcesy i odznaczenia

### Sukcesy klubowe w piłce nożnej
- brązowy medalista Pierwszej Ligi ZSRR: 1969, 1971